# Potkovica (biljni rod)
Potkovica (kopitica,  podkovka, lat. Hippocrepis), biljni rod korisnih trajnica koji pripada porodici mahunarki. Ime roda dolazi od grčkih riječi hippos (konj) i krepis (potkova, cipela).
Od 30 priznatih vrsta u Hrvatskoj rastu dvocvjetna potkovica (H. biflora), trepavičava potkovica (H. ciliata), kitnjasta ili kosmata potkovica (H. comosa), H. glauca, podkovka mnogocvjetna (H. multisiliquosa),  zavijena potkovica (H. unisiliquosa) i Grmoliki grašar (H. e. subsp. emeroides) ,vrsta koja je nekada klasificirana u rod grašara ili šibike (Coronilla).

## Vrste
1. Hippocrepis areolata Desv.
2. Hippocrepis atlantica Ball
3. Hippocrepis balearica Jacq.
4. Hippocrepis biflora Spreng.
5. Hippocrepis brevipetala (Murb.) E.Domínguez
6. Hippocrepis carpetana Lassen
7. Hippocrepis castroviejoi Talavera & E.Domínguez
8. Hippocrepis ciliata Willd.
9. Hippocrepis comosa L.
10. Hippocrepis conradiae Gamisans & Hugot
11. Hippocrepis constricta Kunze
12. Hippocrepis cyclocarpa Murb.
13. Hippocrepis emerus (L.) Lassen
14. Hippocrepis fruticescens Sennen
15. Hippocrepis glauca Ten.
16. Hippocrepis grosii (Pau) Boira, Gil & L.Llorens
17. Hippocrepis liouvillei Maire
18. Hippocrepis maura Braun-Blanq. & Maire
19. Hippocrepis minor Munby
20. Hippocrepis monticola Durieu ex Lassen
21. Hippocrepis multisiliquosa L.
22. Hippocrepis neglecta Lassen
23. Hippocrepis nevadensis (Hrabetová) Talavera & E.Domínguez
24. Hippocrepis prostrata Boiss.
25. Hippocrepis rupestris Laza
26. Hippocrepis salzmannii Boiss. & Reut.
27. Hippocrepis scabra DC.
28. Hippocrepis scorpioides Req. ex Benth.
29. Hippocrepis squamata (Cav.) Coss.
30. Hippocrepis tavera-mendozae Talavera & E.Domínguez
31. Hippocrepis unisiliquosa L.
32. Hippocrepis valentina Boiss.